# Педагогический университет Центрального Китая
Классический университет Центрального Китая (кит. трад. 華中師範大學, упр. 华中师范大学, пиньинь Huázhōng Shīfàn Dàxué) — государственный университет Китая, расположенный в Ухане, провинция Хубэй. Основан в 1903 году.
Изначально создавался для обучения школьных учителей. В настоящий момент это университет, который выпускает учёных, докторов, государственных служащих, а также готовит бизнесменов и политических лидеров. Входит в проект 211, который включает в себя лучшие вузы Китая. Университет проводит национальные исследования в гуманитарных и социальных областях. Наряду с Восточно-китайским университетом и Пекинским классическим университетом, является одним из трёх самых престижных классических университетов Китая.

## История
Предшественниками университета были Университет Хуажонг, Университет Жонхуа (основан в 1912) и Педагогический Колледж Жоньянского Университета (основан в 1949). Университет Хуажонг был самым большим и влиятельным учебным заведение в Южно-Центральном Китае и был создан на основе Академии Венуа (переименованную в 1924), которая была основана в 1903. В 1951 он был объединён с Педагогическим Колледжом Жоньянского Университета и затем переименован в Педагогический Колледж Хуажонг. В 1985 он был формально переименован в Классический университет Центрального Китая. Сразу после основания Университет Хуажонг приобрел репутацию одного из престижнейших учебных заведений страны в области гуманитарных наук.

## Университет сегодня
Университет состоит из 15 институтов и 66 факультетов. Ведётся обучение по 73 бакалаврским специальностям, 156 магистерским и 120 докторантской специальностям. Также, в состав университета входят 4 исследовательских центров социальных наук, 5 исследовательских центров фундаментальных наук. Университет реализует около 30 государственных программ Министерства образования КНР. В настоящее время структуры университета в общей сложности охватывают 54 исследовательских институтов, 86 междисциплинарных института и 3 научных лабораторий.
Ежегодно в университет поступает более 30 000 студентов и аспирантов, включая студентов, обучающихся по программам дистанционного обучения. Кроме того, в университете обучается порядка 2200 иностранных студентов. В связи с тем, что Классический Университет Центрального Китая является очень почтенным и заслуженным ВУЗом (более 100 лет научной деятельности), он одним из первых стал принимать студентов на обучение по гранту Государственной китайской стипендии.

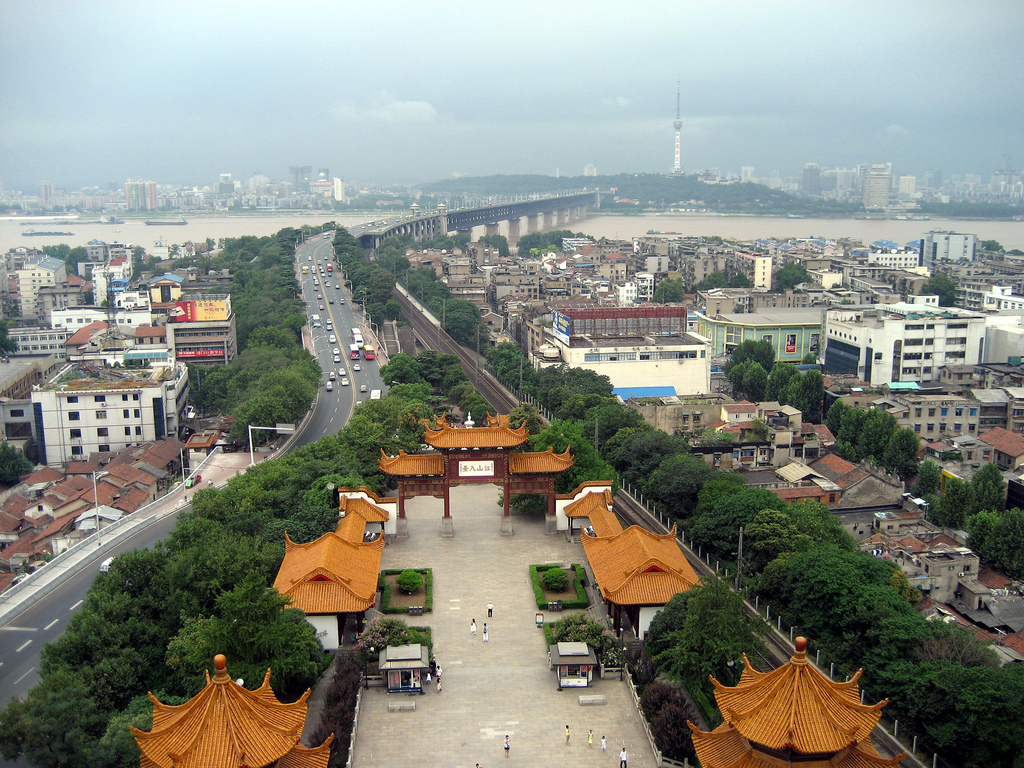
Вид с Башни жёлтого журавля, расположенной на Змеином холме (Шэшань) в Ухане.

Университет имеет высококвалифицированный преподавательский состав, состоящий из более 4000 преподавателей, включая 700 профессоров и 4 академиков Академии наук Китая.
Кроме того, в состав университета входят 4 госпиталя, которые предоставляют медицинские услуги населению и на базе которых ведется обучение студентов медицинских специальностей университета.
В 2013 году в университете прошел Microsoft TEI — Total Economic Impact.

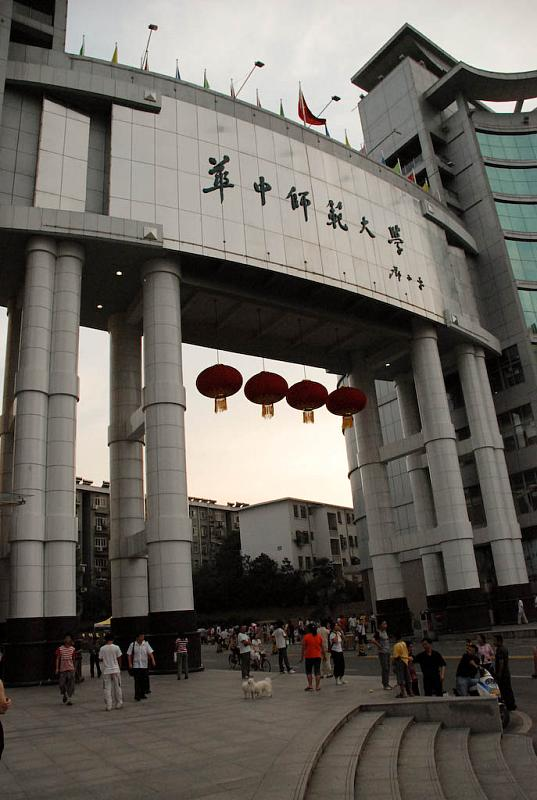
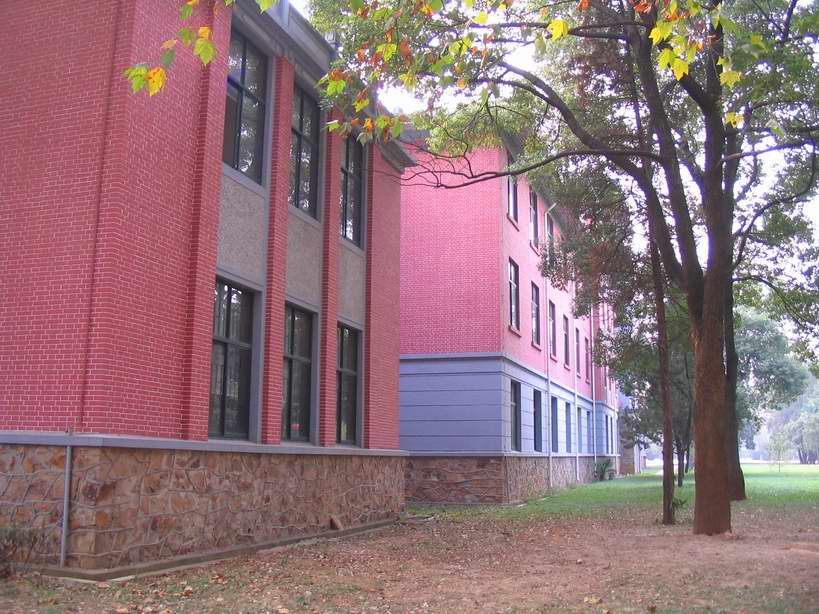
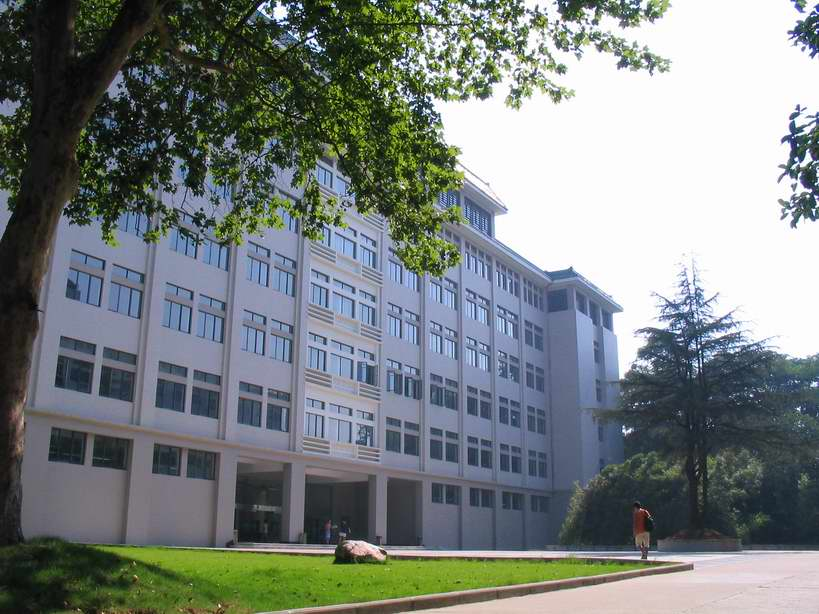
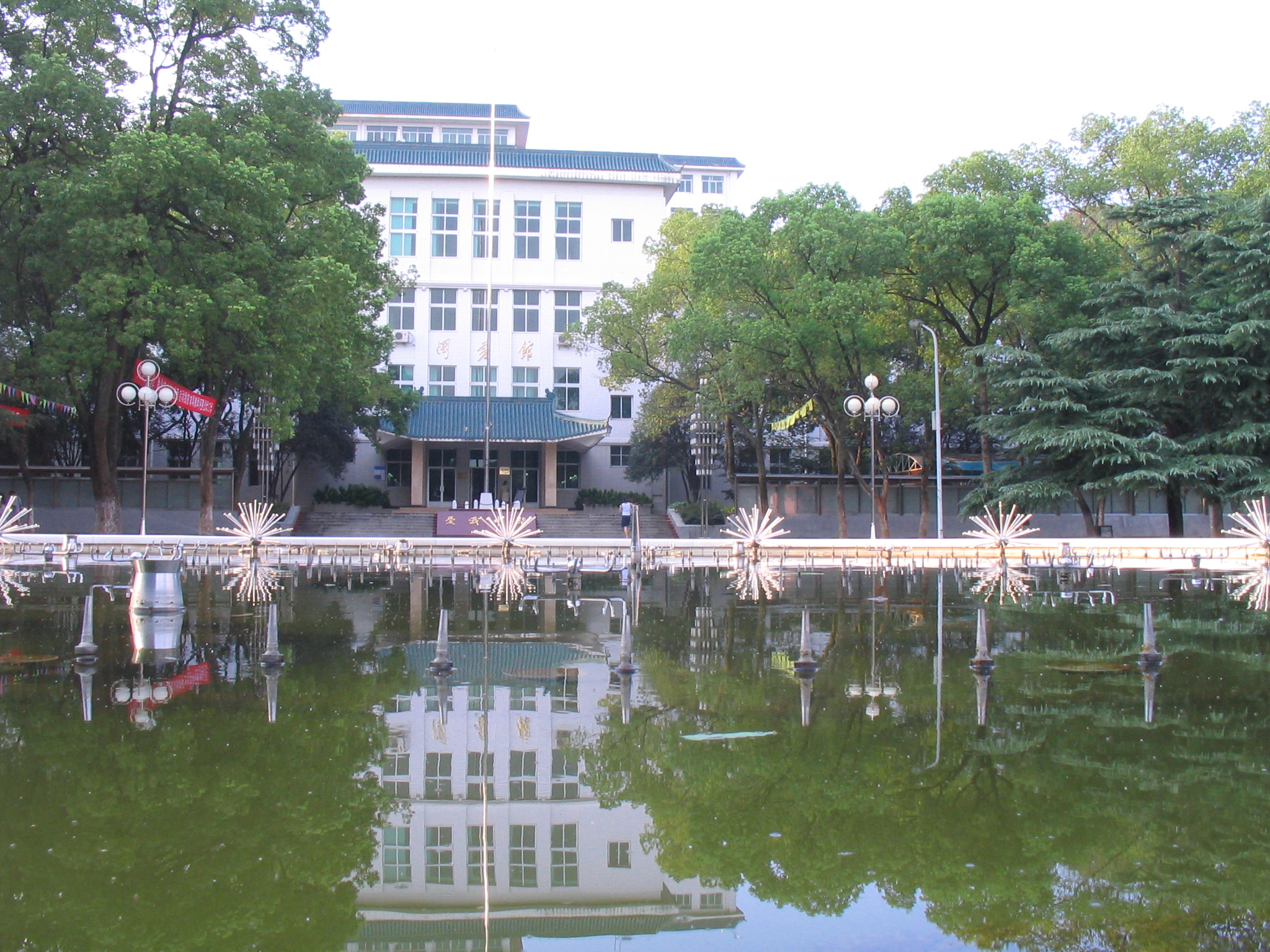
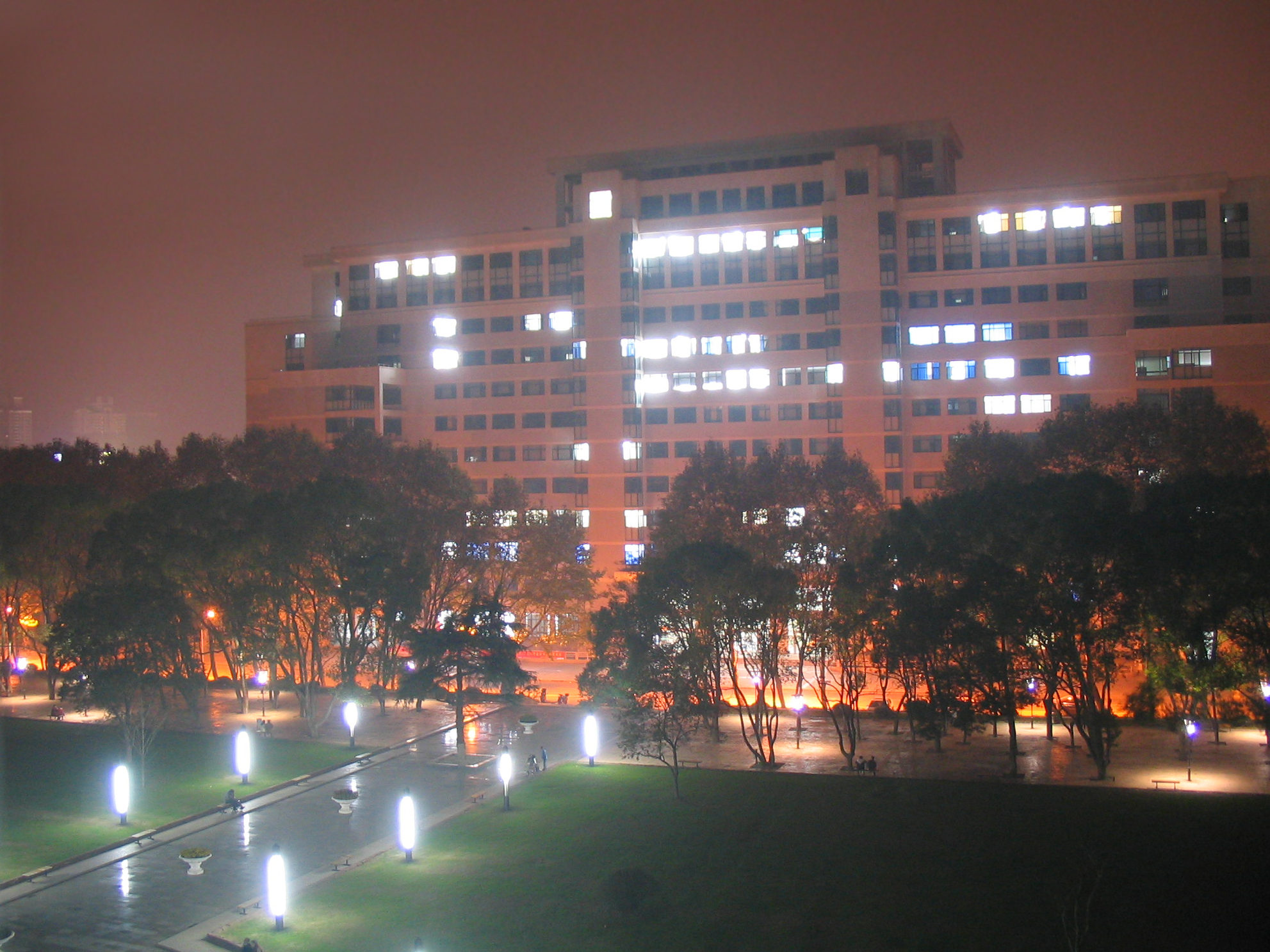

## Рейтинги
- China University Center рейтинг (Лучшие 200 университетов Китая): 12[4]
- 4icu мировой рейтинг: 596 (42 в Китае)[5]
- Мировой рейтинг Webometrics: 522 (39 в Китае и 87 в Азии)[6]
- Рейтинг 98 (Китай): 27[7]
- Рейтинг Классических университетов Китая: 3[8]
- Топ 100 университетов Китая: 40[9]
- Гуманитарные и социальные науки (Китай): 17[10]
- Рейтинг университетов по правовым дисциплинам (Китай): 9[11]
- Рейтинг Школ политики и международных отношений (Китай): 3[12]

## Известные выпускники
- Сун Цзяожэнь — китайский политик-республиканец, основатель и первый лидер Гоминьдана.
- Хань Чжэн — партийный лидер и бывший мэр Шанхая.
- Юнь Дай-ин (1895-1931)  — деятель Коммунистической партии Китая.